# Byggeriet af Den Europæiske Filmhøjskole
Byggeriet af Den Europæiske Filmhøjskole er en dansk dokumentarfilm fra 1994 instrueret af Jørgen Roos.

## Handling
Filmen følger byggeriet af Den Europæiske Filmhøjskole fra bar mark over grundstensnedlæggelse til rejsegilde og første forelæsning ved Niels Jensen. I løbet af filmen ses den kommende forstander Bjørn Eriksen samt to af initiativtagerne til skolen Knud Pedersen og Henning Carlsen.